# Miguel Mihura
Miguel Mihura Santos (Madrid, 21 de julio de 1905-Madrid, 28 de octubre de 1977) fue un dramaturgo, historietista y periodista español.

## Biografía
Estudió anatomía con su hermano en el Colegio San Isidro de la calle de las Infantas en Madrid. Muerto su padre, abandonó los estudios para dedicarse al humor y la historieta en revistas como Gutiérrez, Macaco, Buen Humor y Muchas Gracias. Durante la década de 1920, trabajó como periodista: son años de una cierta bohemia, de tertulias en los cafés, donde conocerá a importantes periodistas del género humorístico, como Tono, Edgar Neville y Enrique Jardiel Poncela; este último le influyó poderosamente en el estilo. 
Aunque empezó a escribir antes de la guerra, su reconocimiento fue tardío, pues solo estrenó con regularidad a partir de la década de los cincuenta: en 1932 escribió Tres sombreros de copa, que no publicó hasta 1947, y no fue representada hasta 1952 (veinte años después de ser escrita); se trata de una comedia considerada una de las obras maestras del teatro humorístico y que anticipa algunos aspectos del teatro del absurdo; en ella se enfrentan el mundo de las restricciones y convencionalismos y el de la libertad y la imaginación, tema que será constante en su obra.
Durante la guerra civil española, se refugió en San Sebastián con el bando sublevado y militó en la Falange Española. Allí fue director de una revista de propaganda para los soldados del frente, La Ametralladora.
Tras la contienda colaboraría con el semanario Tajo, donde dirigió la sección humorística «La Ametralladora». En 1941 pasó a colaborar con La Codorniz, considerada como el estandarte paródico de las convenciones sociales del momento, publicación que Mihura dirigió entre 1941 y 1944. El tema de la libertad aparecerá también en ¡Sublime decisión! (1955), Mi adorado Juan (1956) y La bella Dorotea (1963), si bien desde perspectivas diferentes: en la primera, trata la emancipación de la mujer a finales del siglo XIX; en la segunda, invita al espectador a vivir al margen de las estrictas y convencionales normas sociales; en la última, refleja el enfrentamiento de Dorotea con una sociedad mezquina y cruel.
A partir de la década de los cincuenta se produce un pequeño cambio en la obra de Mihura: la sátira se impone sobre el humor. Este viraje, que se aprecia ya en El caso de la señora estupenda (1953), se consolida en A media luz los tres. También participará en el guion de la película  Bienvenido, Mister Marshall en 1952 junto a Bardem y Berlanga.

## Obra
Miguel Mihura renovó el teatro cómico español con su facilidad para los juegos semánticos y el enredo con algo de absurdo. En sus obras se refleja el intento por ocultar el pesimismo y desencanto con la sociedad. Anticipa el teatro del absurdo por las situaciones ilógicas y la falta de coherencia en el discurso.
Mihura también trabajó junto a su hermano para el cine. Su obra comediográfica se clasifica en dos épocas:
- Primer periodo (entre 1932 y 1946). Predomina el enfrentamiento entre los protagonistas y su entorno social. Tres sombreros de copa, y otras obras compuestas en colaboración con otros autores como ¡Viva lo imposible! o el contable de estrellas (1939), Ni pobre ni rico, sino todo lo contrario (1943), El caso de la mujer asesinadita (1946).
- Segundo periodo. Obras cómico-costumbristas, de corte policíaco y de enredo, con títulos como Maribel y la extraña familia (1959) o Ninette y un señor de Murcia (1964).

### Lista y año de estreno
- ¡Viva lo imposible! o el contable de estrellas (1939).
- Ni pobre ni rico, sino todo lo contrario (1943).
- El caso de la mujer asesinadita (1946).
- Tres sombreros de copa (1952).
- Una mujer cualquiera (1953).
- El caso de la señora estupenda (1953).
- A media luz los tres (1953).
- El caso del señor vestido de violeta (1954).
- Tres citas con el destino (1954).
- ¡Sublime decisión! (1955).
- La canasta (1955).
- Mi adorado Juan (1956).
- Carlota (1957).
- Melocotón en almíbar (1958).
- Maribel y la extraña familia (1959).
- El chalet de madame Renard (1961).
- Las entretenidas  (1962).
- La bella Dorotea (1963).
- Milagro en casa de los López (1964).
- Ninette y un señor de Murcia (1964).
- Ninette, modas de París (1966).
- La tetera (1965).
- La decente (1967).
- Sólo el amor y la luna traen fortuna (1968).

## Premios
| Año  | Categoría                | Película                    | Resultado |
| ---- | ------------------------ | --------------------------- | --------- |
| 1948 | Mejor argumento original | La calle sin sol            | Ganador   |
| 1953 | Mejor argumento original | Bienvenido, Mister Marshall | Ganador   |
| 1960 | Mejor guion              | Sólo para hombres           | Ganador   |